# Pacífica Fernández Oreamuno
Pacífica Fernández Oreamuno   (San José, 23 d'agost de 1828 - San José, 31 de març de 1885) Juana Pacífica Luisa de los Ángeles Fernández Oreamuno va ser la primera dona a ocupar el càrrec de primera dama de Costa Rica. Era filla de Manuel Fernández Chacón, cap d'Estat de Costa Rica l'any 1835, i de Dolores Oreamuno Muñoz de la Trinidad, que també van ser pares del governador de San José Federico Fernández Oreamuno i del president de Costa Rica Próspero Fernández Oreamuno.
Va contreure matrimoni a San José el 29 de juny de 1843 amb José María Castro Madriz, President de l'Estat (1847-1848) i President de la República (1848-1849 i 1866-1868). Ha estat la Primera Dama més jove, ja que només tenia 18 anys quan el seu marit va arribar per primer cop al poder.

## Bandera de Costa Rica
Se la reconeix en la història per la seva participació en la creació de la bandera de Costa Rica, inspirada en la francesa, tot i que amb la indicació que “França va rebre la civilització del sud, van anar els rajos perfectament verticals, per això els colors de la seva bandera corren en el mateix sentit. A Costa Rica no passa el mateix; hem de posar les franges horitzontals, com ens vénen els rajos.”
La bandera dissenyada per Pacífica Fernández Oreamuno es va hissar per primera vegada el 12 de novembre de 1848.